# 프레니텐
프레니텐(영어: prehnitene) 또는 1,2,3,4-테트라메틸벤젠(영어: 1,2,3,4-tetramethylbenzene)은 방향족 탄화수소로 분류되는 화학식이 C6H2(CH3)4인 유기 화합물이다. 프레니텐은 가연성 무색 액체로 물에는 거의 녹지 않으나 유기 용매에는 녹는다. 프레니텐은 콜타르에서 자연적으로 생성된다. 프레니텐은 테트라메틸벤젠의 세 가지 이성질체들 중 하나이며, 나머지 두 가지는 아이소듀렌(1,2,3,5-테트라메틸벤젠)과 듀렌(1,2,4,5-테트라메틸벤젠)이다. NHE에 비해 E1/2가 2.0 V인 비교적 쉽게 산화되는 벤젠 유도체이다.

## 생산
산업적으로 프레니텐은 정유소의 개질된 분획에서 분리될 수 있다. 또한 프레니텐은 톨루엔, 자일렌 및 트라이메틸벤젠인 헤멜리텐, 슈도쿠멘의 메틸화에 의해 생성될 수도 있다.

## 같이 보기
- 테트라메틸벤젠
- 1,2,3,5-테트라메틸벤젠 (아이소듀렌)
- 1,2,4,5-테트라메틸벤젠 (듀렌)